# Спонтанна демокрация
Спонтанна демокрация (на английски: Emergent democracy) е определение за интернет феномен, който играе все по-голяма роля в обществения живот и се отразява на демократичните принципи. Става дума за блогове, форуми и социални мрежи, които набират популярност и осигуряват среда, в която политическата критика без бизнес интереси зад нея намира обществена изява.
Много често (понякога с доказано основание) политиците и медиите са обвинявани, че манипулират обществения интерес според нуждите на определени среди. Според някои, именно спонтанната демокрация е напът да преодолее това препятствие в интерес на обществото и свободата на словото.

## България
В България феноменът на спонтанната демокрация започва да придобива популярност едва към края на 2006 година покрай президентските избори, които се провеждат в страната. Преди това сравнителна популярност добива кампанията Спасете българските приказки! Архив на оригинала от 2006-11-07 в Wayback Machine..
През 2007 българската блогосфера активно отразява серията от протести в защита на природен парк Странджа, организирани като флашмоб и движение на критичната маса. Блогърите се оказват изключително актуални, бързи и точни. Поради това, в някои водещи български печатни издания започват да се препубликуват техни материали.
Все по-често различни медии в страната цитират лични интернет страници като източници.
Голям тласък на спонтанната демокрация дават големи социални мрежи като Facebook. В България през 2008 има няколко успешни кампании проведени с помощта на Facebook (напр. „За нощен транспорт в София“). В отговор на засиления обществен интерес към онлайн социалния ангажимент, Борислав Цеков създава и специализирана социална мрежа за политика Homo Politicus Архив на оригинала от 2008-12-31 в Wayback Machine., но по-късно се появяват критики за безпристрастността и свободата на словото в нея . На частичните местни избори за кмет на София през 2009 инициативен комитет от интернет общността излъчва собствен кандидат: Теодор Дечев под наслова „Блогър за кмет на София“ 
Изключително силно стартира и тясно специализираната политическа медия Парламент.бг в която активно участие вземат голяма част от блогърите в България, голяма част от гражданите с ясно изразени политически възгледи, както и граждани, несъгласни с взетите от парламента решения.